# Родіон Головацький
Родіон Головацький (хресне ім'я Роман; 18 жовтня 1917, Львів — 22 липня 1985, Рим) — український церковний діяч, священник УГКЦ, василіянин, душпастир в Аргентині, духівник Української папської колегії св. Йосафата в Римі (1963–1970 і 1976–1985), керівник і працівник української секції Ватиканського Радіо (1963–1982), радник Літургійної комісії Конгрегації Східних Церков, журналіст, письменник.

## Життєпис
Народився 18 жовтня 1917 року у Львові в сім'ї державного урядовця Томи Головацького і його дружини Олени з родини Рибаків. Програму народної школи закінчив вдома приватно, потім навчався в гімназіях у Перемишлі, Львові та Коломиї. У 1937 році вступив на богословські студії до Богословської Академії у Львові, однак через початок Другої світової війни мушений був їх залишити, і пішов працювати, навчаючись одночасно в Політехнічному інституті. Невдовзі був мобілізований до радянської армії в артилерійські війська. З вибухом німецько-радянської війни, потрапив до німецького полону, з якого йому вдалося втекти, а наступні роки працював і продовжував студії в Політехнічному Інституті, у якому закінчив 5 семестрів. Перед наближенням фронту, зголосився до Української Дивізії Ваффен-СС «Галичина» і був призначений до міжнародніх відділів, з якими перебув останні важкі місяці війни на різних бойових позиціях, тоді дуже сильно підірвав своє здоров'я.
Після війни служив у Корпусі Андерса в Італії, з якого на початку 1946 року зголосився на богословські студії до Папської Української Колегії св. Йосафата в Римі, які закінчив докторським дипломом в Урбаніянському університеті (теза «De seminario Vilnensi SS. Trinitatis annis 1601—1621», захист 4 січня 1951). Священничі свячення отримав 29 червня 1949 року з рук владики Івана Бучка. 14 квітня 1951 року вступив до Василіянського Чину на новіціят в Апостолес (Аргентина) і там 19 жовтня 1952 року склав перші обіти, а вічні — 1 січня 1956 року.
В Аргентині о. Родіон Головацький працював у Апостолес у малій семінарії та на парафії (1952–1954) та в Буенос-Айрес у парафіяльних школах і з молоддю (1954–1959). З 1959 року постійно перебував у Римі: спочатку як настоятель василіянського монастиря Царя Христа (1959–1963), потім як духівник колегії святого Йосафата (1963–1970 і 1976–1985) і директор української секції Радіо Ватикану (1963–1982). У 1970–1976 роках — духівник римського монастиря. Був членом двох василіянських комісій: біблійної, яка в 1958–1963 роках працювала над приготуванням нового українського перекладу Святого Письма, який вийшов у 1963 році, та літургійної, яка з 1974 року працювала над українським перекладом «Молитвослова». Весь час був мовним редактором усіх видань серії «Українська Духовна Бібліотека», яких у Римі з'явилося до того часу 36 томів. За його працю і знання Папа Іван Павло ІІ 25 травня 1985 року іменував його радником Літургійної комісії Конгрегації Східних Церков.
Помер 22 липня 1985 року в Римі, похований на римському цвинтарі Кампо Верано.

## Публікації
- «Seminarium Vilnense SS. Trinitatis (1601—1621)» (Roma: Analecta OSBM, 1957)
- «Дивен Бог во святих своїх» (серія: Слово Доброго Пастиря, рік 8, ч. 11—12, США 1957)
- «Оновлення душі» (Буенос-Айрес 1957)
- «Митрополича Семінарія Рутського» // Записки ЧСВВ, Т. ІІІ, Рим 1960. — с. 375—393.
- «Dio e la fede nel mondo della scienza» (Ватикан: Радіо Ватикану, 1974—1975, циклостиль)
- «Пояснення Богослужень українського обряду: Вечірня, Повечір'я, Північна, Утреня, Часи» (серія: Українська Духовна Бібліотека, ч. 55, Рим 1979; 2-ге вид. Львів: «Місіонер», 2007)
- Доменік Е. Раваліко. «Сотворення — не казка: Відкриття науки потверджують це більш як у минулому» / переклад о. Родіон Головацький, ЧСВВ (серія: Українська Духовна Бібліотека, ч. 64, Рим 1984).